# Nit i dia
|  | Aquest article és sobre la pel·lícula. Per veure la sèrie catalana homònima vegeu Nit i dia (sèrie). |

Nit i dia	  (títol original en anglès: Night and Day) és una pel·lícula biogràfica estatunidenca sobre la vida de l'autor i compositor Cole Porter dirigida per Michael Curtiz estrenada el 1946. Ha estat doblada al català.
La banda sonora de la pel·lícula signada per Ray Heindorf i Max Steiner va ser nominada per l'Oscar a la millor banda sonora. La pel·lícula conté nombroses cançons famoses de Cole Porter, entre les quals la cançó del títol, Night and Day, Begin the Beguine i My Heart Belongs to Daddy.
La pel·lícula és una versió de ficció i expurgada de la vida del famós autor i compositor, deixant sobretot de costat la seva homosexualitat. Una nova biografia filmada estrenada el 2004, De-Lovely amb Kevin Kline, aborda més obertament la seva sexualitat.

## Argument
Biopic sobre el famós compositor dels anys vint Cole Porter, una vida plena de moments dramàtics i memorables, des de la seva graduació a la Universitat Yale fins que va assolir l'èxit mundial.

## Repartiment
- Cary Grant: Cole Porter
- Alexis Smith: Linda Lee Porter
- Monty Woolley: ell mateix
- Mary Martin: ella mateixa
- Jane Wyman: Gracie Harris
- Eve Arden: Gabrielle
- Alan Hale: Leon Dovling
- Dorothy Malone: Nancy
- Donald Woods: Ward Blackburn
- Ginny Simms: Carole Hill
- Henry Stephenson: Omar Cole
- Paul Cavanagh: Bart McClelland

I, entre els actors que no surten als crèdits :
- Joyce Compton: Chorine
- Howard Freeman: Max Fisher

## Premis i nominacions

### Nominacions
- 1947: Oscar a la millor banda sonora per Ray Heindorf i Max Steiner